# یواس‌اس فایردارک (ای‌یی-۱۴)
یواس‌اس فایردارک (ای‌یی-۱۴) (به انگلیسی: USS Firedrake (AE-14)) یک کشتی بود که طول آن 459 ft 2 in (140 m) بود. این کشتی در سال ۱۹۴۴ ساخته شد.